# Into the West (Annie Lennox)
Into the West è una canzone scritta da Fran Walsh, Howard Shore e Annie Lennox, ed eseguita dalla stessa Lennox nei titoli di coda del film Il Signore degli Anelli - Il ritorno del re. È stata registrata anche dalle cantanti neozelandesi Hayley Westenra e Yulia Townsend.
La canzone era stata concepita come un amaro lamento in lingua elfica cantato da Galadriel per quelli che sono salpati attraverso il Grande Mare. Diverse espressioni della canzone sono state prese dall'ultimo capitolo de Il ritorno del re.
Nei commenti e documentari che accompagnano l'edizione estesa del DVD del film, il regista Peter Jackson spiega che la canzone era stata parzialmente ispirata dalla prematura morte a causa di un tumore del giovane cineasta neozelandese Cameron Duncan, il cui lavoro aveva impressionato Jackson e la sua squadra. La prima performance pubblica della canzone è stata eseguita ai funerali di Duncan.
Into the West ha vinto alla 76ª edizione degli Academy Awards l'Oscar per la migliore canzone, uno degli undici Oscar vinti dal film.